# Sociedade Pró Música Sacra de São Paulo
A Sociedade Pró-Música Sacra de São Paulo é uma entidade sem fins lucrativos, sediada na cidade de São Paulo, destinada ao incentivo e à popularização da música religiosa de compositores brasileiros e estrangeiros, consagrados ou pouco conhecidos. A sociedade é mantenedora de um coro e uma orquestra de cordas, cujo repertório é composto, em sua maioria, por música pouco conhecida do grande público. A orquestra também faz apresentações públicas de música erudita profana.
Foi fundada em 1970 pelo maestro Luiz Roberto Borges, e em 1993, com a morte dele, a direção artística foi transferida para o maestro Edson Leite, que assumiu a regência do coro até 2002, quando foi substituído pela maestrina Muriel Waldman e a violinista Teresa Schnorrenberg, spalla da orquestra. De 2007 a 2009, o coro foi regido pela maestrina Miriam Carpinetti. Desde então, a Sociedade vem fazendo trabalhos com diversos corais e maestros de São Paulo.